# Alejandro Santaeulalia Serrán
Alejandro Santaeulalia Serrán (València, 1971) és un artista faller i empresari valencià. Forma part de la tercera generació d'una nissaga d'artistes fallers iniciada pel seu iaio Salvador Santaeulalia i continuada pel seu pare Miguel Santaeulalia. Els seus germans Miguel, Pedro i José completen la darrera línia del llinatge artístic dels Santaeulalia. Cursa estudis de Belles Arts i es diploma en Arquitectura Tècnica per la UPV.
S'inicia en el món de la creació de Falles de la mà de son pare ajudant al taller d'este. Plantarà per primera vegada en solitari a l'any 1998 realitzant la Falla infantil de la comissió Arxiduc Carles - Xiva que duria per lema "Contes de fades". Signa per primera vegada una Falla gran en 2001 en la secció especial de les Falles de València a l'emplaçament de Monestir de Poblet - A. Albiñana. "Les quatre estacions" suposa la primera obra a examen per ingressar al Gremi d'Artistes Fallers. Junt als artistes Agustín Villanueva i Jordi Ballester realitzarà la seua primera incursió en la Falla municipal de València plantant "Bandes", una Falla que destacarà per mostrar únicament instruments musicals i no contindre cap representació humana al coronament. Al mateix any i junt als mateixos noms signa la primera Falla gran de la famosa comissió Pediatra Jorge Comín - Serra Calderona. En 2004 torna a especial i aconsegueix el Ninot Indultat amb Exposició - Misser Mascó. Amb "I tu què pintes?" en 2005 suma de nou el seu nom a llista d'artistes de la Falla municipal de València. En 2010 la comissió Regne de València - Duc de Calàbria compta amb ell per la realització de la seua Falla gran en la que serà la tercera participació en solitari de l'artista en la màxima categoria.
La seua carrera artística també està lligada a la de Vicent Llácer. Amb ell s'embarcarà en diversos cadafals amb els quals assolirà èxits en les seccions 1B i 1A del Cap i Casal ubicant-los a l'encreuament de Mestre Gozalbo - Comte d'Altea en ple Eixample de la ciutat de València. Junt a Vicent també crearà dos Falles municipals més en 2012 i en 2013. La primera d'elles va dur per lema "Pensat i fet" homenatjant l'aniversari de la publicació del mateix nom amb una obra que mostra com es fa una Falla. La segona titulada "La millor del món!" feia un repàs turístic de la capital valenciana amb algunes dels símbols més icònics de la mateixa.
Als darrers anys torna a plantar en solitari en secció especial amb la comissió amb la qual va debutar. Així en 2015 i 2016 amb "Barbaritats" i "Malèfica", obres caracteritzades per grans i arriscats volums, obtindrà els millors resultats amb un segon i un tercer premi respectivament. Al llarg de la seua trajectòria fallera plantarà treballs també per a les comissions de Barraca - Espadà, Bisbe Amigó - Conca i Ramiro de Maeztu - Lleons. A més de signar Falles pròpies col·labora amb altres artistes en el disseny. L'artista defineix el seu estil com classicisme actualitzat i entén la Falla com un mitjà de comunicació entre artista i públic.
Ha participat amb obres per a les Fogueres d'Alacant en dues ocasions. En 2005 planta en primera categoria "Va ser una vegada un somni" per a la comissió Bola d'Or i en 2016 realitza en especial la Foguera "Romanç mediterrani" per La Ceràmica aconseguint un meritori tercer premi en l'any del seu debut en la màxima categoria.
Més enllà dels treballs per a Falles i Fogueres Alejandro Santaeulalia destaca per la seua nombrosa producció en decoracions per a centres comercials, tematització d'espais i treballs per artistes internacionals de reconegut prestigi.
En 2015 rep el Premi Salvador Debón atorgat per la comissió Plaça del Doctor Collado.